# Cerodontha oryzivora
Cerodontha oryzivora är en tvåvingeart som beskrevs av Spencer 1961. Cerodontha oryzivora ingår i släktet Cerodontha och familjen minerarflugor. Inga underarter finns listade i Catalogue of Life.